# Kanton Golo-Morosaglia
Golo-Morosaglia is een kanton van het Franse departement Haute-Corse. Het kanton maakt deel uit van de arrondissementen  Corte en Calvi. In 2021 telde het 8.700 inwoners. Het kanton werd gevormd ingevolge het decreet van 26 februari 2014, met uitwerking op 22 maart 2015, met Morosaglia als hoofdplaats.

## Gemeenten
Het kanton omvat de volgende 55 gemeenten:
- Aiti
- Alando
- Albertacce
- Alzi
- Asco
- Bigorno
- Bisinchi
- Bustanico
- Calacuccia
- Cambia
- Campile
- Campitello
- Canavaggia
- Carticasi
- Casamaccioli
- Castellare-di-Mercurio
- Castello-di-Rostino
- Castifao
- Castiglione
- Castineta
- Castirla
- Corscia
- Crocicchia
- Erbajolo
- Érone
- Favalello
- Focicchia
- Gavignano (Corsica)
- Lano
- Lento
- Lozzi
- Mazzola
- Moltifao
- Monte
- Morosaglia
- Olmo
- Omessa
- Ortiporio
- Penta-Acquatella
- Piedigriggio
- Pietralba
- Popolasca
- Prato-di-Giovellina
- Prunelli-di-Casacconi
- Rusio
- Saliceto
- San-Lorenzo
- Sant'Andréa-di-Bozio
- Santa-Lucia-di-Mercurio
- Scolca
- Sermano
- Soveria
- Tralonca
- Valle-di-Rostino
- Volpajola